# Seznam krajev Unescove svetovne dediščine v Litvi
Organizacija Združenih narodov za izobraževanje, znanost in kulturo (UNESCO) označuje območja svetovne dediščine izjemne univerzalne vrednosti za kulturno ali naravno dediščino, ki so jih predlagale države podpisnice Unescove konvencije o svetovni dediščini, ustanovljene leta 1972. Kulturno dediščino sestavljajo spomeniki (kot so arhitekturna dela, monumentalne skulpture ali napisi), skupine zgradb in najdišča (vključno z arheološkimi najdišči). Naravne značilnosti (ki jih sestavljajo fizične in biološke formacije), geološke in fiziografske formacije (vključno s habitati ogroženih vrst živali in rastlin) ter naravna območja, ki so pomembna z vidika znanosti, ohranjanja ali naravne lepote, so opredeljena kot naravna dediščina. Litva je konvencijo sprejela 31. marca 1992, zaradi česar so njena naravna in zgodovinska območja upravičena do vključitve na seznam. Prvo mesto, dodano na seznam, je bilo zgodovinsko središče Vilne leta 1994. Nadaljnja mesta so bila dodana leta 2000, 2004, 2005 in 2023. Skupaj je na seznamu pet krajev, od katerih so vse kulturne. Dve območji sta nadnacionalni: Kursko koso si deli z Rusijo, Struvejev geodetski lok pa z devetimi drugimi državami. Poleg svojih območij svetovne dediščine ima Litva tudi eno lastnino na svojem poskusnem seznamu.

## Kraji svetovne dediščine
Unesco navaja mesta pod desetimi kriteriji; vsaka prijava mora izpolnjevati vsaj enega od kriterijev. Kriteriji od i do vi so kulturni, od vii do x pa naravni.
| Mesto                                                   | Slika                                                            | Lokacija (okrožje)              | Leto vpisa | Kriteriji                    | Opis |
| ------------------------------------------------------- | ---------------------------------------------------------------- | ------------------------------- | ---------- | ---------------------------- | --- |
| Zgodovinsko središče Vilne                              | A look from above at the remains of fortifications above a river | Vilna                           | 1994       | 541; ii, iv (kulturno)       | Vilna je bila od 13. do konca 18. stoletja politično središče Velike litovske kneževine. Zgodovinsko središče obsega območja grajskega kompleksa Vilna (trije gradovi, prvi sega okoli leta 1000 n. št., Gediminasov stolp na sliki) in območje, ki je bilo v srednjem veku obdano z obzidjem. Tloris ulice je radialen, izhaja iz prvotnega grajskega prostora. Kljub vpadom in delnemu uničenju je mesto ohranilo veliko število stavb, v gotskem, renesančnem, baročnem in neoklasicističnem slogu. Zgodovinske znamenitosti so katedralni trg, mestna hiša in kompleks univerze v Vilni. |
| Kurska kosa*                                            | Sandy dune, a wooden trail and a wooden sign board               | Neringa in okrožje Klaipėda     | 2000       | 994; v (kulturno)            | Kurska kosa, 98 kilometrov dolga peščena sipina, ki ločuje Kursko laguno od Baltskega morja, je bila naseljena že v prazgodovini. Intenzivna sečnja v 17. in 18. stoletju je povzročila, da so se sipine premikale proti laguni in pri tem pokopale najstarejše naselbine. Dela za stabilizacijo sipin so se začela v 19. stoletju in še vedno potekajo. Vključuje gradnjo zaščitnega grebena sipin ter zasaditev dreves in živih mej. Sčasoma so se nekatere starodavne ribiške vasi spremenile v turistična letovišča s svetilniki, pomoli, cerkvami, šolami in vilami. Območje je pomembno tudi zaradi peščene flore in favne ter kot selitvena pot ptic. Severni del kose je v Litvi, medtem ko je južni del v Kaliningrajski oblasti v Rusiji. |
| Arheološko najdišče Kernavė (kulturni rezervat Kernavė) | Mounds covered by grass. Stairs lead to some of the mounds.      | okrožje Širvintos               | 2004       | 1137; iii, iv (kulturno)     | Območje okoli mesta Kernavė je bilo neprekinjeno naseljeno že od 9. ali 8. tisočletja pred našim štetjem in obstaja več plasti arheoloških najdb iz različnih obdobij. Najvidnejši ostanki so iz srednjega veka, iz 13. stoletja, ko je bilo Kernavė pomembno fevdalno mesto. Imelo je obsežen utrdbeni sistem, katerega deli (pet gradišč) so vidni še danes. Mesto je v poznem 14. stoletju uničil Tevtonski viteški red, vendar se je človeška zasedba območja nadaljevala vse do modernih časov. Leta 1989 je bil ustanovljen kulturni rezervat. |
| Struvejev geodetski lok*                                | A black stone pillar and a white fence marking the site.         | Panemunėlis, Nemenčinė, Nemėžis | 2005       | 1187, ii, iii, vi (kulturno) | Struvejev geodetski lok je niz triangulacijskih točk, ki se raztezajo na razdalji 2820 kilometrov od Hammerfesta na Norveškem do Črnega morja. Točke je postavil v raziskavi astronom Friedrich Georg Wilhelm von Struve, ki je prvi izvedel natančno izmero dolgega odseka poldnevnika, kar je pomagalo ugotoviti velikost in obliko Zemlje. Prvotno je bilo 265 postajnih točk. Svetovna dediščina vključuje 34 točk v desetih državah (od severa proti jugu: Norveška, Švedska, Finska, Rusija, Estonija, Latvija, Litva, Belorusija, Moldavija, Ukrajina), od katerih so tri v Litvi. Na sliki je najdišče v Meškonisu. |
| Modernistični Kaunas: arhitektura optimizma, 1919-1939  | A brown 1930s building in the front.                             | Kaunas                          | 2023       | 1661, iv (cultural)          | V medvojnem obdobju je Poljska izgubila zgodovinsko prestolnico Litve, Vilno, Kaunas pa je bil imenovan za začasno prestolnico. To je sprožilo gradbeni razmah, saj je bilo treba zgraditi vso vitalno infrastrukturo za novo državo. Arhitekturni slog je združil nacionalno tradicijo in sodobne vplive iz tujine ter oblikoval lokalno šolo modernizma. Do danes se je ohranilo več kot 6000 stavb iz tega obdobja, vključno s cerkvijo Kristusovega vstajenja, glavno pošto (na sliki), stavbo Banke Litve in stavbo Oficirskega kluba. |

## Tentative list
Poleg območij, vpisanih na Seznam svetovne dediščine, lahko države članice vodijo seznam začasnih območij, ki jih lahko upoštevajo pri nominaciji. Nominacije za seznam svetovne dediščine so sprejete samo, če je bilo območje predhodno uvrščeno na poskusni seznam. Litva je eno nepremičnino uvrstila na svoj okvirni seznam.
| Mesto                           | Slika | Lokacija (okrožje) | Leto vpisa | Kriteriji | Opis |
| ------------------------------- | --- | ------------------ | ---------- | --------- | --- |
| Zgodovinski narodni park Trakai | Red brick castle in the background. Lake in front. A wooden bridge with tourists. Sailboats on the lake. | Trakai             | 2003       | (mešano)  | Zgodovinski narodni park Trakai pokriva kulturno krajino z gozdovi, jezeri, morenskimi griči (ki so nastali po zadnji ledeni dobi) in kmetijskimi površinami. Ti raznoliki habitati so dom številnim redkim rastlinskim in živalskim vrstam. Podatki o človeški poselitvi območja segajo v leto 4000 pr. n. št. Mesto Trakai je bilo prvič omenjeno v 14. stoletju. Za utrdbe sta zgrajena dva gradu; dobro ohranjen grad na otoku Trakai in grad na polotoku Trakai. Trakai je v 15. stoletju dobil magdeburške pravice. Bilo je večkulturno mesto, v katerem so živele skupnosti Karaimov, Tatarov, Litovcev, Rusov, Judov in Poljakov. |